# Arseniusz Romanowicz

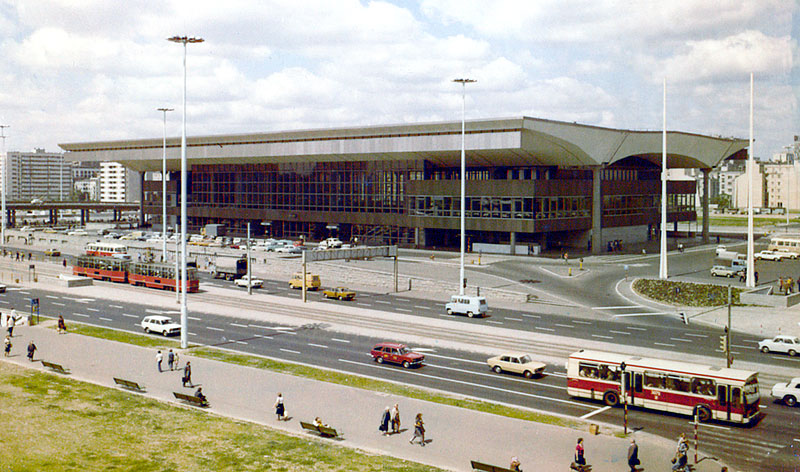
Dworzec Centralny w Warszawie w latach 70.

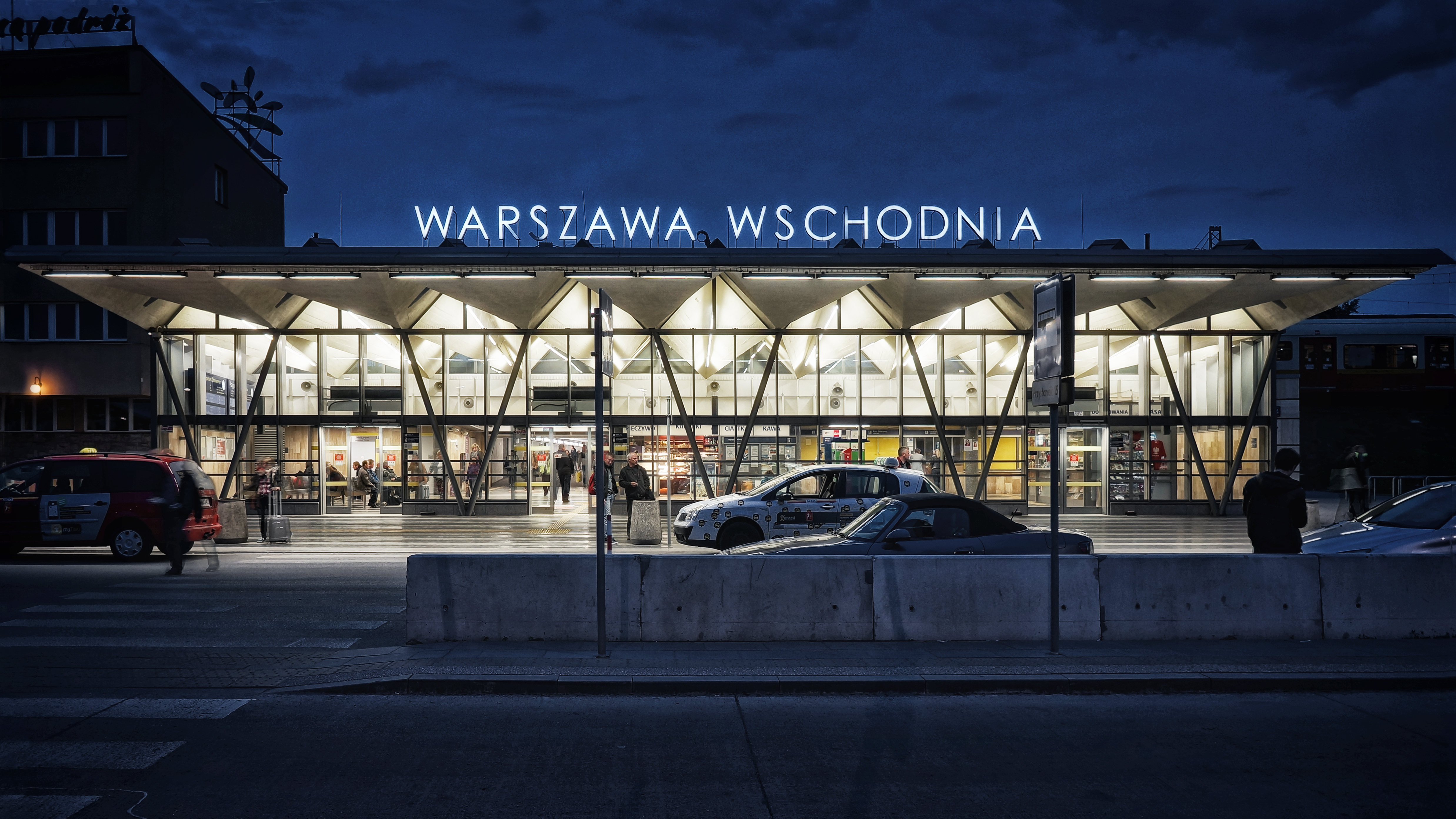
Dworzec Wschodni

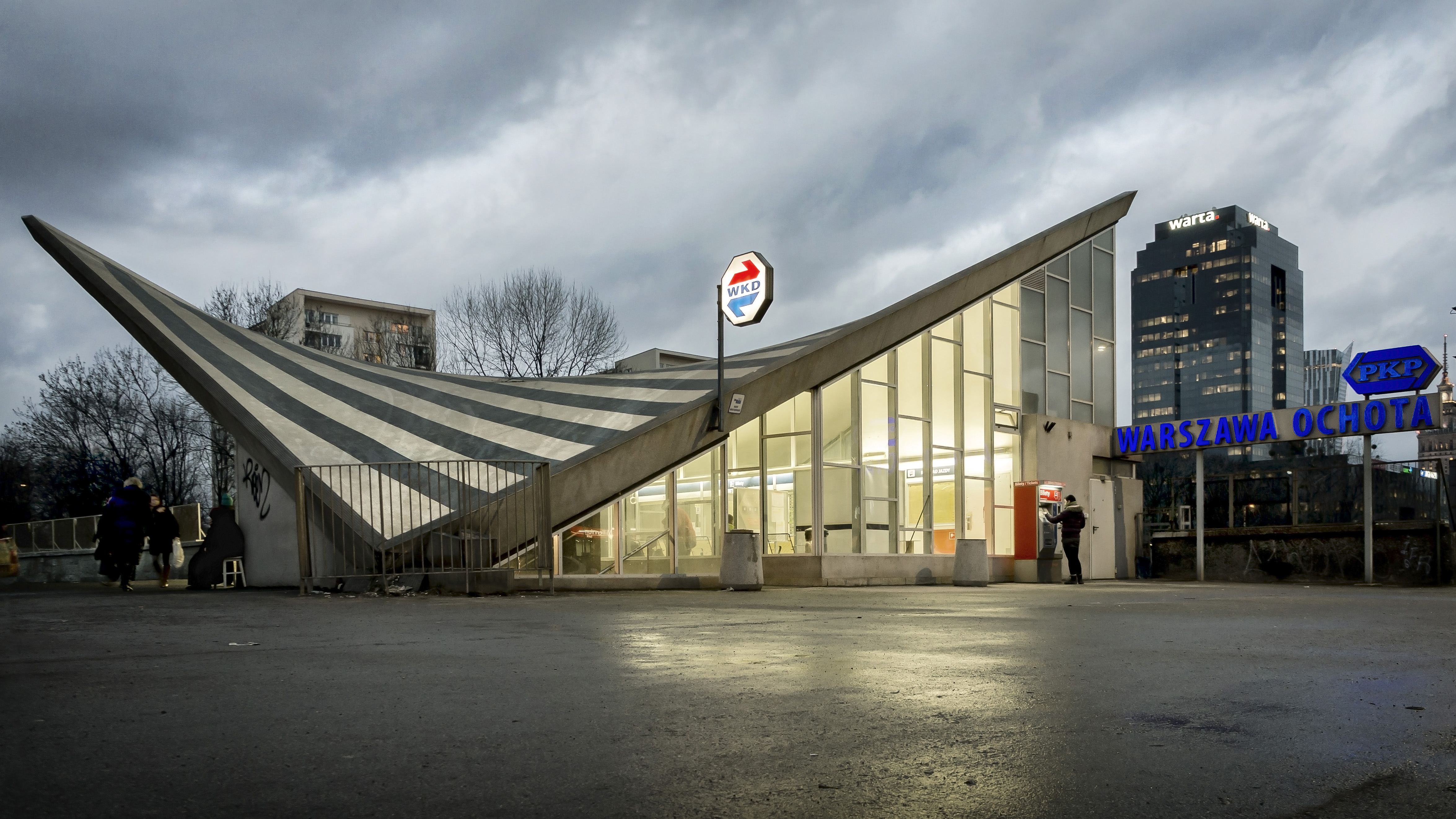
Przystanek kolejowy Warszawa Ochota

Arseniusz Romanowicz (ur. 30 sierpnia 1910 w Hrubieszowie zm. 9 lutego 2008 w Warszawie) – polski architekt, autor projektów architektonicznych dworców i przystanków kolejowych w Warszawie, obiektów sportowych i innych obiektów użyteczności publicznej.

## Życiorys
Dyplom Politechniki Warszawskiej uzyskał w 1936. Praktykę odbywał w pracowni Stanisława Brukalskiego i Barbary Brukalskiej.
W latach 1938–1939 pracował w Biurze Budowlanym Dworca Głównego w Warszawie. Podczas II wojny światowej pracował przy remoncie spalonego w 1939 dworca.
W latach 1950–1976 generalny projektant w Centralnym Biurze Studiów i Projektów Budownictwa Kolejowego w Warszawie.
Został pochowany na cmentarzu Powązkowskim (kwatera 280-1-25).

## Konkursy i realizacje
- 1938 – restauracja na Gubałówce (z Jackiem Szweminem i Władysławem Stokowskim)
- 1946 – wygrana w szkicowym konkursie na projekt Dworca Centralnego w Warszawie (z Piotrem Szymaniakiem)
- 1949 – ośrodek wioślarski YMCA Polska w Warszawie (z Piotrem Szymaniakiem)
- 1950–1952 – odbudowa kamienicy przy ul. Mokotowskiej 63 (róg ul. Wilczej; z Piotrem Szymaniakiem)[3]
- 1958 – przystanek kolejowy Warszawa Stadion (z Piotrem Szymaniakiem)
- 1962 – wyróżnienie w konkursie na Dworzec Obsługi Miejskiej LOT w Warszawie
- 1963 – przystanek kolejowy Warszawa Ochota
- 1963 – stacja kolejowa Warszawa Śródmieście WKD
- 1963 – przystanek kolejowy Warszawa Powiśle
- 1963 – przystanek kolejowy Warszawa Śródmieście (z Piotrem Szymaniakiem)
- 1969 – stacja kolejowa Warszawa Wschodnia (z zespołem, Mister Warszawy ’69)
- 1971 – przystanek kolejowy Warszawa Ursus Północny[4]
- 1972 – dworzec autobusowo-kolejowy Nowy Dwór Mazowiecki
- 1975 – Dworzec Centralny w Warszawie (z zespołem, Mister Warszawy ’75)
- po 1981 – dom salezjański przy parafii Najświętszego Serca Jezusowego w Warszawie

## Odznaczenia
- Order Sztandaru Pracy I i II Klasy,
- Złoty Krzyż Zasługi,
- Medal 40-lecia Polski Ludowej,
- Złota Odznaka „Za Zasługi dla Warszawy”,
- Srebrna Odznaka „Za Odbudowę Warszawy”.
- Odznaka „Milionera”[5]